# Lenguas algonquinas orientales
Las lenguas algonquinas orientales constituyen un subgrupo de las lenguas algonquinas. Antes del contacto con los europeos el algoquino occidental habría estado formado por unas 17 lenguas, que ocupaban la región circundante a la costa atlántica septentrional de América del Norte, actualmente diivida entre Estados Unidos y Canadá. Esta región habría abarcado parte del territorio de las provincias marítimas de Canadá hasta áreas de Carolina del norte. La información disponible sobre las lenguas varía enormemente. De algunas de estas lenguas sólo se conocen uno o dos documentos que contienen palabras sueltas o frases compiladas por misioneros, exploradores o colonos, algunos documentos contienen información fragmentaria sobre más de una de estas lenguas En la actualidad prácticamente todas las lenguas algonquinas orientales están extintas. Sólo el mi'kmaq y el malecite-passamaquoddy tienen un número apreciable de hablantes, mientras que el abnaki occidental y el delaware se contabilizaron menos de 10 hablantes durante los primeros años del siglo XXI.
El algoquino oriental parece constituir un subgrupo filogenético dentro de las lenguas algonquinas. Las otras dos divisiones convencionales de la familia algonquina, el algonquino de las llanuras y el algonquino central, parecen ser divisiones geográficas y no filogenéticas.

## Clasificación
Goddard (1996) presentó una clasificación de consenso de las lenguas algonquinas orientales conocidas, con cambios menores es la que se sigue aquí (por ejemplo el massachusett y el narragansett se tratan como lenguas diferentes). En el caso de lenguas pobremente testimoniadas, particularmente las de Nueva Inglaterra meridional, no es parece posible un clasificación concluyente a partir de la evidencia disponible. Los encabezados que siguen se refieren a los subgrupos propuestos dentro del algonquino oriental.
1. Míkmaq (también llamado mícmac, mi’kmaq, mi’gmaq, o mi’kmaw)

I. Abnaki
2. Abnaki oriental (también llamado abenaki o abenaki-penobscot)
- Penobscot (también llamado Old Town u Old Town Penobscot)
- Caniba
- Aroosagunticook
- Pigwacket

3. Abnaki occidental (también lkamado abnaki, St. Francis, Abenaki, o Abenaki-Penobscot)
4. Malecite-Passamaquoddy (también llamado maliseet-passamquoddy)
- Maliseet (también llamado malecite)
- Passamaquoddy

5. Etchemin (inseguro – Ver Nota 1)

II. Nueva Inglaterra meridional
6. Massachusett
- Costa norte
- Natick
- Wampanoag
- Nauset
- Cowesit

7. Narragansett
8. Loup A (probablemente Nipmuck) (inseguro– Ver Nota 2)
9. Loup B (inseguro – Ver Nota 1)
10. Mohegano-Pequot-Montauk
- Mohegano
- Pequot
- Niantic
- Montauk
- Shinnecock (inseguro)

11. Quiripi-Naugatuck-Unquachog
- Quiripi (también llamado quinnipiak o connecticut)
- Naugatuck
- Unquachog

III. Delawarense
12. Mohicano (también llamado mahicano)
- Stockbridge
- Moravian

Delaware
13. Munsee
14. Unami (también llamado Lenapé)
- Unami septentrional
- Unami meridional
- Unalachtigo

15. Nanticoke
- Nanticoke
- Piscataway (también llamado Conoy)
- Choptank

16. Powhatan (también llamado algonquino de Virginia)

17. Algonquino de Carolina (también llamado pamlico, pamtico, pampticough, algonquino de Christianna)